# Potoroidae
Famille
La famille des Potoroïdés comprend les bettongies, les potorous et deux espèces de rat-kangourou qui ne doivent pas être confondus avec les rongeurs du même nom, du genre Dipodomys.
Ce sont de petits marsupiaux bruns ressemblant à de gros rats ou à de très petits wallabies.

## Genres et espèces
Selon Mammal Species of the World (version 3, 2005)  (14 juin 2014) :
- genre Aepyprymnus Garrod, 1875
  - Aepyprymnus rufescens
- genre Bettongia Gray, 1837
  - Bettongia anhydra †
  - Bettongia campestris
  - Bettongia gaimardi
  - Bettongia lesueur
  - Bettongia penicillata
  - Bettongia pusilla †
  - Bettongia rufescens
  - Bettongia tropica - Bettongie du nord
- genre Caloprymnus, 1888
  - Caloprymnus campestris †
- genre Potorous, Desmarest, 1804
  - Potorous gilbertii
  - Potorous longipes
  - Potorous platyops  †
  - Potorous tridactylus